# مركز التعليم الدولي
مركز التعليم الدولي (بالفارسية: دارالتبلیغ بین‌المللی) هو مؤسسة بهائية تقع في المركز البهائي العالمي في حيفا، إسرائيل. تتمثل مهامه في تنشيط وتنسيق عمل مجالس المشاورين القارية، ومساعدة بيت العدل الأعظم في المسائل المتعلقة بنشر الدين وحمايته.
تشمل واجبات مركز التعليم الدولي تنسيق وتحفيز وتوجيه أنشطة مجالس المشاورين القارية، والعمل كحلقة وصل بينها وبين بيت العدل الأعظم.

## تاريخ
تأسست هذه المؤسسة لأول مرة في عام 1973 على يد بيت العدل الأعظم، وعُقد الاجتماع الافتتاحي في 14 يونيو 1973. كان مركز التعليم الدولي يتألف في البداية من أيادي الأمر السبعة عشر الذين كانوا لا يزالون على قيد الحياة آنذاك، بالإضافة إلى ثلاثة أعضاء من المشاورين.
رُفع عدد أعضاء المستشارين إلى أربعة في عام 1979، ثم إلى سبعة في عام 1983، وأخيرًا إلى تسعة في عام 1988، وهو العدد الحالي. يُعيَّن أعضاء المستشارين في مركز التعليم الدولي من قِبل بيت العدل الأعظم لفترات تمتد لخمس سنوات، تبدأ بعد وقت قصير من انعقاد المؤتمر الدولي وانتخاب أعضاء بيت العدل الأعظم. ويمكن إعادة تعيين الأعضاء لفترات أخرى.

## أعضاء مؤسسة المشاورين
يُدرج الأعضاء في الجدول وفقًا للسنة التي تم تعيينهم فيها لأول مرة. ومنذ التعيينات الأولى في عام 1973، أصبحت التعيينات المنتظمة تتم كل خمس سنوات، مع حدوث بعض التعيينات في سنوات أخرى بسبب وفاة أحد الأعضاء أو انتخاب أحدهم لعضوية بيت العدل الأعظم في إحدى الانتخابات التكميلية الخمس لذلك المجلس.
جميع الأعضاء استمروا في الخدمة بعد إعادة تعيينهم من قبل بيت العدل الأعظم. وتُكتب أسماء أعضاء مركز التعليم الدولي الذين تم انتخابهم لاحقًا في بيت العدل الأعظم بخط مائل في الجدول.
| 1973           | 1979           | 1983           | 1988            | 1993            | 1998            | 2000            | 2003            | 2005            | 2008                | 2010                | 2013                 | 2018                 | 2023                   |
| -------------- | -------------- | -------------- | --------------- | --------------- | --------------- | --------------- | --------------- | --------------- | ------------------- | ------------------- | -------------------- | -------------------- | ---------------------- |
| فلورنس مايبرري | فلورنس مايبرري | بيتر خان       | دونالد روجرز    | دونالد روجرز    | رولف فون تسيكوس | رولف فون تسيكوس | رولف فون تسيكوس | رولف فون تسيكوس | أيمن روحاني         | أيمن روحاني         | أليسون ميلستون       | غلوريا جاويد         | غلوريا جاويد           |
| هوبر دنبار     | هوبر دنبار     | هوبر دنبار     | فرزام أرباب     | شابور منجم      | بيمان مهاجر     | بيمان مهاجر     | بيمان مهاجر     | ستيفن هول       | ستيفن هول           | براڤين كومار ماليك  | براڤين كومار ماليك   | دينش كومار           | دينش كومار             |
| عزيز يزدي      | عزيز يزدي      | عزيز يزدي      | هارتموت غروسمان | هارتموت غروسمان | هارتموت غروسمان | هارتموت غروسمان | شهريار رضوي     | شهريار رضوي     | خوان فرانسيسكو مورا | خوان فرانسيسكو مورا | خوان فرانسيسكو مورا  | ألبرت نشيسو نسونغا   | كاناغاراتنام لاكمهاران |
|                | أنليزا بوپ     | أنليزا بوپ     | لوريتا كينغ     | لوريتا كينغ     | لوريتا كينغ     | لوريتا كينغ     | بول لامبل       | غوستافو كوريا   | ستيفن بيركلاند      | تشوونغو مالي تونغا  | مهرأنكيز فريد تهراني | مهرأنكيز فريد تهراني | مهرأنكيز فريد تهراني   |
|                |                | مسعود خمسي     | مسعود خمسي      | كيسر بارنز      | كيسر بارنز      | زينايدا راميريز | زينايدا راميريز | زينايدا راميريز | زينايدا راميريز     | زينايدا راميريز     | رامشاند كونجول       | هولي وودارد          | هولي وودارد            |
|                |                | إيزوبيل صبري   | إيزوبيل صبري    | جون لنكولن      | جون لنكولن      | جون لنكولن      | جون لنكولن      | جون لنكولن      | جون لنكولن          | جون لنكولن          | أنتونيلا ديمونتي     | أنتونيلا ديمونتي     | أنتونيلا ديمونتي       |
|                |                | ماغدالين كارني | ماغدالين كارني  | كيميكو شويـرين  | بينيلوب ووكر    | بينيلوب ووكر    | بينيلوب ووكر    | بينيلوب ووكر    | بينيلوب ووكر        | بينيلوب ووكر        | أندريه دونوفال       | أندريه دونوفال       | أمير صابرين            |
|                |                |                | جوي ستيفنسون    | جوي ستيفنسون    | فيريدون جوهري   | فيريدون جوهري   | راشيل نديغوا    | راشيل نديغوا    | راشيل نديغوا        | راشيل نديغوا        | راشيل نديغوا         | راشيل نديغوا         | راشيل نديغوا           |
|                |                |                | بيتر فوييا      | فريد شيكتر      | فيوليت هاكه     | فيوليت هاكه     | فيوليت هاكه     | فيوليت هاكه     | أورانسايخان باتار   | أورانسايخان باتار   | أورانسايخان باتار    | نويد سيرانو          | نويد سيرانو            |

## روابط خارجية
- مسرد من موقع الأخبار البهائي الرسمي.